# Parawulffita
La parawulffita és un mineral de la classe dels sulfats. Rep el nom per la seva relació amb la wulffita.

## Característiques
La parawulffita és un sulfat de fórmula química K₅Na₃Cu₈O₄(SO₄)₈. Va ser aprovada com a espècie vàlida per l'Associació Mineralògica Internacional l'any 2013. Cristal·litza en el sistema monoclínic. La seva duresa a l'escala de Mohs és 2,5.
L'exemplar que va servir per a determinar l'espècie, el que es coneix com a material tipus, es troba conservat a les col·leccions del Museu Mineralògic Fersmann, de l'Acadèmia de Ciències de Rússia, a Moscou (Rússia), amb el número de registre: 4386/1.

## Formació i jaciments
Va ser descoberta a la fumarola Iadovítaia, situada al segon con d'escòria de l'avanç nord de la Gran erupció fissural del volcà Tolbàtxik (Krai de Kamtxatka, Rússia), on s'ha trobat en forma de cristalls cristalls poc definits o grans de forma irregular. També ha estat descrita a la fumarola Arsenàtnaia, també al Tolbàtxik. Aquest volcà rus és l'únic indret de tot el planeta on ha estat descrita aquesta espècie mineral.